# Letaj
 Letaj  (olaszul:  Lettai) falu Horvátországban, Isztria megyében. Közigazgatásilag Kršanhoz tartozik.

## Fekvése
Az Isztriai-félsziget keleti részén, Labintól 20 km-re, községközpontjától 10 km-re északra fekszik.

## Története
A falunak 1857-ben 191, 1910-ben 218 lakosa volt. 2011-ben 45 lakosa volt.

## Lakosság
| Lakosság változása | Lakosság változása | Lakosság változása | Lakosság változása | Lakosság változása | Lakosság változása | Lakosság változása | Lakosság változása | Lakosság változása | Lakosság változása | Lakosság változása | Lakosság változása | Lakosság változása | Lakosság változása | Lakosság változása | Lakosság változása |
| ------------------ | ------------------ | ------------------ | ------------------ | ------------------ | ------------------ | ------------------ | ------------------ | ------------------ | ------------------ | ------------------ | ------------------ | ------------------ | ------------------ | ------------------ | ------------------ |
| 1857               | 1869               | 1880               | 1890               | 1900               | 1910               | 1921               | 1931               | 1948               | 1953               | 1961               | 1971               | 1981               | 1991               | 2001               | 2011               |
| 191                | 198                | 212                | 238                | 220                | 218                | 183                | 182                | 166                | 136                | 105                | 76                 | 67                 | 68                 | 52                 | 45                 |

## Nevezetességei
A falutól délkeletre az erdők között egy Szent György tiszteletére szentelt kis román stílusú kápolna található, melyet kis temető övez. Oltárának értékes faszobrai a Szűzanyát és Szent Bertalant ábrázolják.